# Хицинг
Хицинг (на немски: Hietzing) е тринадесетият окръг на Виена. Населението му е 53 788 жители (по приблизителна оценка от януари 2019 г.).

## Подразделения
- Лайнц
- Обер Занкт Файт
- Унтер Занкт Файт
- Спайзинг
- Хакинг
- Хицинг